# Nicah (Peusangan)
Nicah is een bestuurslaag in het regentschap Bireuen van de provincie Atjeh, Indonesië. Nicah telt 521 inwoners (volkstelling 2010).